# البرنامج الإفريقي للريادة في التغذية
إن البرنامج الإفريقي للريادة في التغذية (ANLP) هو دورة تدريبية لمدة 10 أيام بدأت في عام 2002 للمساعدة في تنمية قادة المستقبل في مجال التغذية البشرية في أفريقيا. وينصب تركيز البرنامج على فهم وتطوير خصائص ومهارات القادة وبناء الفريق والاتصال وفهم معلومات عن التغذية بمعناها الواسع. ويتمثل الهدف طويل المدى من البرنامج الإفريقي للريادة في التغذية في تلبية مطالب الريادة في أفريقيا من أجل مواجهة التحديات التي تواجه التغذية.
والبرنامج مصمم للأفراد الذين لديهم خبرة في مختلف مجالات التغذية. ويولى أفضلية للمرشحين ذوي المؤهلات العليا ودرجة الدكتوراه والمرشحين ذوي الخبرات العملية القريبة في العلوم الواسعة عن التغذية والدارسين أو العاملين في أفريقيا.

## الرؤية
إن البرنامج الإفريقي للريادة في التغذية هو برنامج لتنمية المهارات القيادية ويتضمن حلقات نقاشية عن التواصل تهدف إلى المساعدة على تطوير قادة المستقبل في مجال التغذية البشرية في أفريقيا. ويهتم البرنامج بفهم خصائص ومهارات القادة وبناء الفريق والاتصال وفهم معلومات عن التغذية بمعناها الواسع وعلى فهم دور علوم التغذية في العالم من حولنا.

## وحدات التعلم
- القيادة
- الاتصالات
- الوعي الذاتي
- المسئولية الاجتماعية
- الدعوة

## الموقع
تعقد هذه الدورة كل عام في إلجرو ريفر لودج، فري ستيت، جنوب أفريقيا.

## المبعوثون
يشارك سنويا نحو 30 مرشحًا من جميع أرجاء أفريقيا في البرنامج الإفريقي للريادة في التغذية.

## وصلات خارجية
- African Nutrition Leadership Programme
- Alumni on LinkedIn.com